# 정신재활
정신재활(psychiatric rehabilitation)은 정신건강이나 감정적 질환이 있는 개인과 정신의학적 장애를 보유한 것으로 간주될 수 있는 사람의 공동체 기능과 행복을 재활시키는 프로세스이다.
사회는 수많은 규칙, 예측, 법을 설정함으로써 개인의 심리에 영향을 준다. 정신재활 작업은 재활 상담자들, 허가를 받은 전문상담사들, 대학교 수준의 석박사 학위 수료자들, 사회사업자, 정신과의사, 심리학자, 커뮤니티 지원 노동자들이 맡는다. 전문의는 환자의 증상과 예후를 입증하는데 도움을 주고 질환에 관한 통찰력을 일구는 역할을 한다.